# 井坂聡
井坂 聡（いさか さとし、1960年1月2日 - ）は、日本の映画監督。アンドリーム（&REAM）の所属で、現在は相模女子大学の人間社会学部で教授も務める。
長男の井坂肇は元プロ野球選手（投手）で、東京大学から日本の独立リーグでのプレーを経験した初めての選手。

## 略歴・人物
東京都世田谷区の出身で、都立戸山高校を経て、1978年に東京大学文科三類に入学。1983年に東京大学文学部美学芸術学専修課程を卒業。大学時代には運動会硬式野球部に所属していた。
東京大学を卒業後に、フリーの助監督として、『特捜最前線』などに関わる。東京大学野球部の先輩・瀬川昌治に師事し、テレビドラマで監督デビューを果たした後に、1996年公開の実写映画「Focus」で劇場用映画に進出した。以降は、劇場用映画やテレビドラマの監督をコンスタントに務めている。
2004年から2010年まで日本映画学校、2010年から2014年まで昭和女子大学短期大学部の講師を務めたのち、2015年5月より相模女子大学人間社会学部社会マネジメント学科の学科長・教授を務める。また、2010年4月から日本大学藝術学部映画学科の非常勤講師も務めている。
映画界で語り継がれてきた【名助監督と呼ばれる人は監督になれない。しかし、名監督と呼ばれる人はみんな名助監督であった】という言葉を、映画監督を目指す人へ事あるたびに話している。

### 裁判
監督として契約を結んで準備していた映画「土佐の一本釣り」において、アールツーエンターテインメント株式会社の代表者・和田敦也プロデューサーにより一方的に契約解除されたため、監督料を求めて提訴。
2016年7月13日、東京地方裁判所において、要求額の3分の1を得るという実質的に勝訴の和解に至る。

## 作品

### テレビ
- 略奪愛・アブない女（1998）
- 人間の証明2001
- 狂った果実2002
- フリー女子アナの殺人リポート1・2（2004・2006）
- 火の粉（2005）
- 刑事の妻〜デカツマ〜（2005）
- メッセージ〜伝説のCMディレクター・杉山登志〜（2006）
- 出張料理人 〜最後の晩餐届けます〜（2006）
- 愛の流刑地（2007）
- 連続ドラマW「女と男の熱帯」（2013）
- 珈琲屋の人々（2014）
- PTAグランパ!（2017・2018）
- スパイラル〜町工場の奇跡〜（2019）
- BS笑点ドラマスペシャル 初代林家木久蔵（2020）
  - BS笑点ドラマスペシャル 笑点をつくった男 立川談志（2022）

### 映画
- ［Focus］（1996年）
- 女刑事RIKO 聖母の深き淵（1998年4月）
- 破線のマリス（2000年）
- ダブルス（2001年）
- ミスター・ルーキー（2002年）
- g@me.（2003年）
- マナに抱かれて（2003年）
- 象の背中（2007年）
- Dear Heart-震えて眠れ-(2009年）

### オリジナルビデオ
- 女刑事RIKO 女神の永遠（1998年10月）